# Ioannis Kaloyerópulos
Ioannis Kaloyerópulos –en griego, Ιωάννης Καλογερόπουλος– (11 de enero de 1994) es un deportista griego que compite en ciclismo en la modalidad de pista. Ganó una medalla de bronce en el Campeonato Europeo de Ciclismo en Pista de 2020, en la prueba de velocidad por equipos.

## Medallero internacional
| Campeonato Europeo | Campeonato Europeo | Campeonato Europeo | Campeonato Europeo    |
| Año                | Lugar              | Medalla            | Competición           |
| ------------------ | ------------------ | ------------------ | --------------------- |
| 2020               | Plovdiv (Bulgaria) | Medalla de bronce  | Velocidad por equipos |